# Voyages Emile Weber
Voyages Emile Weber ist das größte Busunternehmen im Großherzogtum Luxemburg und eines der größten eigentümergeführten Busunternehmen im deutschsprachigen Raum.

## Geschichte
Das Unternehmen wurde 1875 von Nicolas Weber-Reiland in Canach, Luxemburg gegründet. Mit Kutschen wurden zwei Mal wöchentlich Strecken von Canach nach Wormeldingen, Remich und in die Stadt Luxemburg bedient. Die Kutschen wichen Kraftfahrzeugen und nach dem Zweiten Weltkrieg hatte das Unternehmen 30 Fahrzeuge im Bestand, die verschiedene Linien in Luxemburg bedienten. In den 1960er Jahren stieg Voyages Emile Weber ins Tourismusgeschäft ein und eröffnete 1972 sein erstes Reisebüro. Heute liegt der Schwerpunkt der Verkehrsleistung beim Überlandverkehr im Régime Général des Transports Routiers (RGTR) und im Verkehr für die Stadt Luxemburg.

## Expansion und Übernahmen
Seit 2010 hat das Unternehmen stark expandiert. Übernommen wurden verschiedene Busunternehmen wie Voyages Zenners in Remerschen, Voyages Ecker in Steinsel, Simon Tours in Petingen, Voyages Unsen in Escheid und Zarth-Reisen in Wadern. Nach einer gewonnenen Ausschreibung führt das gemeinsame Tochterunternehmen von Voyages Emile Weber und Bollig, Tempus Mobil, zudem seit Ende 2019 den ÖPNV in der Südeifel durch. 2012 baute Voyages Emile Weber mit der Marke „Webtaxi“ ein eigenes Taxiunternehmen auf. Im gleichen Jahr stieg das Unternehmen zusammen mit den Stadtwerken Trier in den Fernbusmarkt ein. 2017 mussten die Stadtwerke durch die Direktvergabe der ÖPNV-Leistungen in Trier aus der gemeinsamen Gesellschaft austreten. Seit 2013 kooperiert man mit MeinFernbus bzw. Flixbus Ferner fährt Voyages Emile Weber den „Saarbrücken-Express“ für die CFL zwischen Saarbrücken und der Stadt Luxemburg. Im Bereich Tourismus fährt Voyages Emile Weber seit 2005 Sightseeing-Busse in Trier. 2020 baute das Unternehmen mit „Webcamper“ eine eigene Marke zur Vermietung von Wohnmobilen auf. 2021 gründete das Unternehmen zusammen mit dem Busunternehmen Sales-Lentz im Zuge der Corona-Krise die „Travel Group Luxembourg“, die die Aktivitäten beider Unternehmen in der Reisebranche zusammenführte.

## Fuhrpark

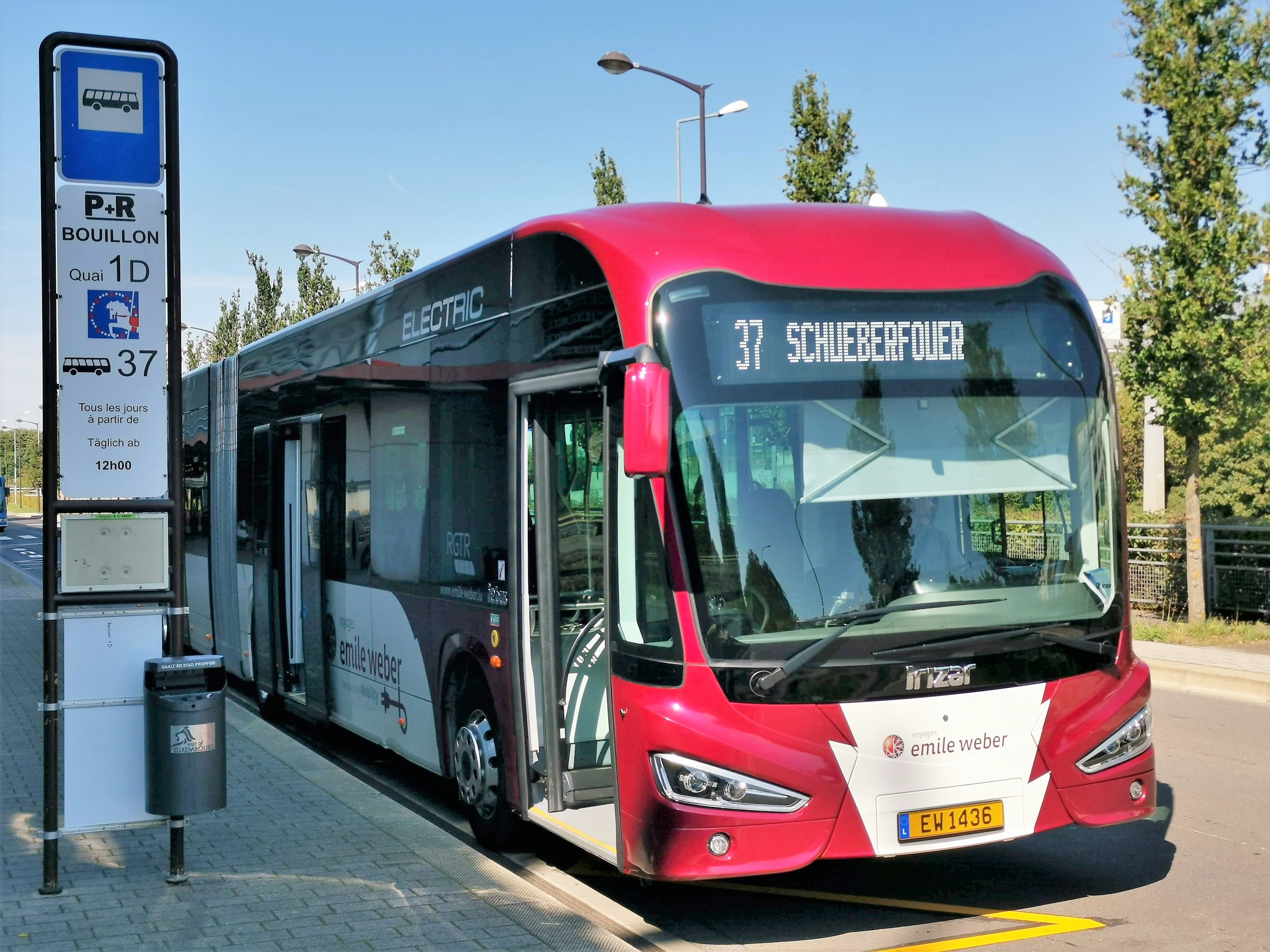
Irizar IE Gelenkbus, 2019

Der Fuhrpark von Voyages Emile Weber umfasst Busse fast jeder Kategorie. Seit 1954 setzt das Unternehmen im ÖPNV Busanhänger ein, seit 1970 Gelenkbusse, seit 1979 Niederflurbusse und seit 1986 Doppeldeckerbusse. Ferner wurden 2015 bis 2020 Hess lighTram Hybrid Doppelgelenkbusse eingesetzt. Seit 2009 verfolgt Voyages Emile Weber nach eigenen Angaben mit dem so genannten Programm „empoweringMobility“ (Eigenschreibweise) das Ziel, möglichst emissionsfreie Antriebe einzusetzen. Im gleichen Jahr wurden die ersten Busse von Hybridantrieb von Hess und Volvo eingesetzt. 2012 wurde beim Tochterunternehmen „Webtaxi“ Toyota Prius mit Hybridantrieb eingeführt, 2015 die ersten vollelektrischen Taxen von BYD. 2017 lieferte VDL den ersten vollelektrischen Minibus an das Unternehmen. Ab 2018 erfolgte dann die Beschaffung von vollelektrischen Bussen der Marken Irizar, Karsan, MAN, Mercedes-Benz, SAIC Motor, Sileo, VDL und Yutong. 2021 wurde das Nachtbusnetz des Unternehmens auf Elektrobusse umgestellt. Insgesamt verfügte das Unternehmen 2021 über etwa 70 Elektrobusse.